# Carlo Pascale D'Illonza
Conte Carlo Pascale D'Illonza, (o Pascal D'Illonza) (Cuneo, 19 aprile 1761 – Torino, 13 febbraio 1824), è stato un pittore italiano, attivo principalmente in Piemonte, tra il XVIII e il XIX secolo.

## Biografia
Nato in un'antica famiglia nobile di Cuneo, il Pascale, fu allievo del pittore francese attivo in Italia nel Settecento Laurent Pêcheux. 
Lo storico Casimiro Turletti definì Carlo Pascale D'Illonza, "molto esageratamente", "uno dei migliori pittori che all'inizio dell'Ottocento vivessero in Piemonte".
Tra gli allievi del Pascale può essere ricordato il pittore di Saluzzo Felice Muletti.